# Joseph Vrindts
Joseph Vrindts (Lieja, 17 de abril de 1855 - Lieja, 6 de noviembre de 1940) fue un escritor en lengua valona y académico belga.

## Biografía
Su padre era un minero que murió en la mina. Vrindts ejerció sucesivamente los oficios de carbonero y otros trabajos manuales que le impidieron hacer una carrera literaria. A pesar de todo, leyó la colección de Achille Millien, La Moisson (1860).
Su primera canción impresa fue en 1873. De muy joven colabora con Li Spirou (La ardilla, 1888). De 1895 a 1900 es autor de canciones del primer cabaret en lengua valona abierto en Lieja. Una des sus piezas, Li sièrmint d'à Grétry (1908), se mantuvo largo tiempo en el repertorio.
En 1896 publica su primera novela, Li pope d'Anvers (La muñeca de Amberes, 1896). También publica una serie impresionante de escritos, entre los que se puede destacar Poèmes dèl guére.
En marzo de 1940 es nombrado miembro de la Real academia de la lengua y literatura francesa de Bélgica, muriendo unos meses más tarde.
Maurice Piron le dedica algunas páginas de su Anthologie de la littérature wallonne (Antología de la literatura valona), sin embargo dice que «la sensibilidad inocente y espontánea que ha hecho crecer a su genio se desliza hacia un sentimentalismo estereotipado y su voz temblorosa que le presta su contorno, y a veces su encanto, se convierte tan a menudo en la voz de una dicción poco segura.»